# 黄景强
黄景强，BBS，JP（1945年—），香港人，澳门大学创办人，现为澳门大学大學議庭成員、香港大学校董、第十二届全国政协委员。
他早年就讀聖羅撒幼稚園、聖羅撒學校（小一至小四）、聖方濟各英文小學（小五）、喇沙小學（小六）以及喇沙書院（1958年入讀中一）。1968年毕业于香港大学，获土木工程一级荣誉学位。1970年完成香港大學理學工程碩士學位，與水務署署長高贊覺與地質及水利專家李焯芬為同學。1972年获加拿大皇后大学哲学博士学位。
担任香港新标志集团总裁。2008年，当选第十一届全国政协委员，代表特邀香港人士，分入第五十二组。